# Channallabes sanghaensis
Channallabes sanghaensis е вид лъчеперка от семейство Clariidae.

## Разпространение и местообитание
Този вид е разпространен в Република Конго.
Обитава сладководни басейни и реки.

## Описание
На дължина достигат до 22,1 cm.